# Strážná (kulle)
Strážná är en kulle i Tjeckien.   Den ligger i regionen Olomouc, i den östra delen av landet, 220 km öster om huvudstaden Prag. Toppen på Strážná är 629 meter över havet. Strážná ingår i Oderské vrchy.
Terrängen runt Strážná är kuperad åt nordväst, men åt sydost är den platt. Runt Strážná är det ganska tätbefolkat, med 124 invånare per kvadratkilometer. Närmaste större samhälle är Olomouc, 14,9 km väster om Strážná. I omgivningarna runt Strážná växer i huvudsak blandskog.